# Norman dans la marine
Pour plus de détails, voir Fiche technique et Distribution.
Norman dans la marine (The Bulldog Breed) est un film britannique réalisé par Robert Asher, sorti en 1960.

## Synopsis
Norman Puckle, employé dans une épicerie, semble être incapable de réussir quoi que ce soit. Après avoir été rejeté par Marlene, l'amour de sa vie, il tente de se suicider, mais il est sauvé par un sous-officier de la Royal Navy. Ce dernier le persuade de rejoindre la Navy, où il pourra rencontrer beaucoup de filles.
La vie dans la Navy n'est pas aussi rose que ce qu'on lui avait décrit et Puckle rate tout lors de son entraînement. Malgré cela il est considéré par l'amiral comme le marin britannique type et il est choisi pour être le premier homme à voler dans l'espace dans une fusée expérimentale.
Comme à son habitude, Puckle ne réussit aucune des étapes de la formation et il est même passible de la cour martiale. Il plaide alors qu'on lui laisse une dernière chance. Par accident, il prend la place de l'astronaute et quitte la Terre à bord de la fusée. Toujours par accident, il arrive à revenir et atterrit sur une île du Pacifique. Il y rencontre l'amour aux bras d'une jeune autochtone.

## Fiche technique
- Titre original : The Bulldog Breed
- Titre français : Norman dans la marine
- Réalisation : Robert Asher
- Scénario : Jack Davies, Henry Blyth, Norman Wisdom
- Direction artistique : Harry Pottle
- Décors : Peter Lamont
- Costumes : Anthony Mendleson
- Photographie : Jack Asher
- Son : John W. Mitchell
- Montage : Gerry Hambling
- Musique : Philip Green
- Production exécutive : Earl St. John
- Production : Hugh Stewart
- Société de production : The Rank Organisation
- Société de distribution : Rank Film Distributors
- Pays d'origine :  Royaume-Uni
- Langue originale : anglais
- Format : Noir et blanc  — 35 mm — 1,66:1 — son mono
- Genre : Comédie
- Durée : 97 minutes
- Dates de sortie : 
  - Royaume-Uni : 13 décembre 1960
  - France : 27 septembre 1961

## Distribution
- Norman Wisdom : Norman Puckle
- Ian Hunter : Amiral Sir Bryanston Blyth
- David Lodge : Second maître Knowles
- Robert Urquhart : Commandeur Clayton
- Edward Chapman : M. Philpots
- Eddie Byrne : Second maître Filkins
- Peter Jones : Instructeur de plongée